# Gråmanstorps landskommun
Gråmanstorps landskommun var en tidigare kommun i dåvarande Kristianstads län.

## Administrativ historik
Kommunen bildades i Gråmanstorps socken i Norra Åsbo härad i Skåne när 1862 års kommunalförordningar trädde i kraft. 
Här inrättades 22 januari 1887 Åby-Klippans municipalsamhälle.  
1945 ombildades kommunen med municipalsamhället till Klippans köping som 1971 ombildades till Klippans kommun.

## Politik

### Mandatfördelning i Gråmanstorps landskommun 1938-1942
| 18 |  | 3 | 3 |

| 20 | 5 |

| 17 | 2 | 3 | 3 |

| 20 | 5 |